# Strzelba Franchi SPAS 12
SPAS 12 – strzelba samopowtarzalna kalibru 12/70 (18,5 × 70 mm) produkowana przez włoskie przedsiębiorstwo Franchi S.p.A.

## Opis ogólny
Strzelba SPAS 12 została zaprojektowana w późnych latach 70. jako odmiana bojowa myśliwskiej strzelby Model 500 (SPAS 12 posiada identyczną automatykę). Była to broń przeznaczona dla armii i oddziałów policji, do prowadzenia ognia na niewielkie odległości. Przyszli użytkownicy żądali broni o większej szybkostrzelności, niż w przypadku strzelb powtarzalnych, a jednocześnie o dużej niezawodności, mogącej strzelać amunicją wytwarzającą przy strzelaniu gazy prochowe o niskim ciśnieniu.
W październiku 1979 przedsiębiorstwo Franchi rozpoczęło produkcję strzelby SPAS 11. Po testach pierwszej serii w konstrukcji wprowadzono drobne modyfikacje i w 1980 rozpoczęto produkcję ostatecznego wariantu SPAS 12.
Broń została wprowadzona na cywilny rynek w Stanach Zjednoczonych w roku 1983 jako strzelba sportowa, by ominąć prawa, które normalnie zakwalifikowałyby SPAS 12 jako broń nielegalną. Oficjalnie skrót SPAS oznaczał zatem „Sporting Purpose Automatic Shotgun” (strzelba automatyczna do zadań sportowych). Skrót SPAS oznacza również „Special Purpose Automatic Shotgun” (strzelba automatyczna do zadań specjalnych).
W 1994 roku w USA wprowadzono Federal Assault Weapons Ban (często określany skrótowo jako AWB). Ponieważ SPAS 12 posiada chwyt pistoletowy, kolbę składaną i magazynek o pojemności większej niż 5 naboi, została zaliczona do strzelb szturmowych i na mocy AWB zakazano importu i sprzedaży nowych egzemplarzy tej broni do USA. Wprowadzenie AWB było dużym ciosem dla produkcji i sprzedaży SPAS 12,  ponieważ w USA sprzedawano więcej tych strzelb, niż na wszystkich pozostałych rynkach łącznie. Zamknięcie rynku amerykańskiego spowodowało ograniczenie produkcji SPAS 12 i w końcu przerwanie jej w 2000 roku.
Ponieważ SPAS 12 była projektowana jako broń wojskowa, jest to strzelba odporna na uszkodzenia i trudne warunki zewnętrzne. Dzięki możliwości wyłączenia automatyki możliwe jest strzelanie ze SPAS 12 wszystkimi dostępnymi rodzajami amunicji 12.

## Tryby prowadzenia ognia
Strzelba posiada 2 tryby prowadzenia ognia:
- Tryb samopowtarzalny – bardziej dokładny, wymagający mniej obsługi ze strony użytkownika. W tym trybie automatyka strzelby oparta jest na wykorzystaniu części gazów prochowych uchodzących przez boczny otwór w lufie. Napierają one na tłok, który poprzez popychacz umiejscowiony między lufą a magazynkiem, odpycha zamek. Powoduje to obrót czoła zamka i odryglowanie zespołu lufa – zamek. Po osiągnięciu skrajnego tylnego położenia, zamek wracając w przednie położenie pobiera nabój z podajnika i po trafieniu na opory ryglowe, zamyka się. W trybie samopowtarzalnym można wystrzelić 4 naboje na sekundę – jeden nabój za każdym pociągnięciem spustu.
- Tryb powtarzalny (typu pump action) – zamek musi być ręcznie pociągnięty do tyłu, a potem do przodu, by wyrzucić łuskę i załadować kolejny nabój do komory. Tryb ten jest używany do wystrzeliwania ładunków pod niskim ciśnieniem, np. gazu łzawiącego.

Zmiana trybu odbywa się poprzez wciśnięcie i przytrzymanie przycisku pod zamkiem. Trzymając przycisk, należy lekko pociągnąć do tyłu uchwyt do ładowania dla trybu samopowtarzalnego lub lekko popchnąć do przodu dla trybu powtarzalnego.

## Warianty i dodatki
- Składana metalowa kolba wyposażona w hak naramienny, umożliwiający strzelanie jednoręczne.
- Latarka montowana na szczycie broni.
- Dołączany celownik laserowy.
- Tradycyjna plastikowa kolba.
- Celownik optyczny montowany na szczycie broni.
- Granatnik nasadkowy do wystrzeliwania granatów z gazem łzawiącym.
- Wersja ze skróconą lufą i magazynkiem (obrzyn) o zmniejszonej masie, która pozwala wygodniej manewrować i poruszać się np. w małych pomieszczeniach.